# Amithao metallicum
Amithao metallicum är en skalbaggsart som beskrevs av Oliver Erichson Janson 1885. Amithao metallicum ingår i släktet Amithao och familjen Cetoniidae. Inga underarter finns listade i Catalogue of Life.